# Xerorchis
Xerorchis Schltr., 1912 è un genere di piante della famiglia delle Orchidacee diffuso in Sud America. È l'unico genere della tribù Xerorchideae.

## Distribuzione e habitat
Il genere è diffuso nella fascia tropicale del Sud America.

## Tassonomia
Comprende due specie:
- Xerorchis amazonica Schltr., 1912
- Xerorchis trichorhiza (Kraenzl.) Garay, 1956